# Joan Fontana i Esteve
Joan Fontana i Esteve fou un polític català del segle xix, diputat a les Corts Espanyoles durant la restauració borbònica. Fou elegit diputat pel Partit Liberal pel districte del Vendrell a les eleccions generals espanyoles de 1893.